# آقابزرگ تهرانی
محمدمحسن منزوی تهرانی (۱۸ فروردین ۱۲۵۵ در تهران – ۱ اسفند ۱۳۴۸ در نجف)، معروف به آقابزرگ تهرانی و صاحب الذریعه، از دانشمندان کتاب‌شناس قرن چهاردهم هجری است و با تألیف دائرةالمعارف بزرگ الذریعه و کتاب طبقات اعلام الشیعه گام بزرگی در شناسایی آثار و نسخ خطی اسلامی در حوزه‌های مختلف علوم برداشت.

## زندگی
وی در شب پنجشنبه ۱۸ فروردین ۱۲۵۵ (۱۱ ربیع‌الاول ۱۲۹۳) در محله پامنار تهران به دنیا آمد و در اول اسفند ۱۳۴۸ خورشیدی (۱۳ ذیحجه ۱۳۸۹) در نجف درگذشت.

## تبار
خاندانی که وی در آن به دنیا آمد هم اهل تجارت بودند و هم اهل علم. چنان‌که خود برخی از آنان را در کتب خویش ذکر کرده است. پدر وی علی (م ۱۳۲۴ ه‍.ق) از تجّار معتمدین و فاضل تهران بود و مادرش از زنان علویه و صالحهٔ آن روزگار؛ از پدر آقابزرگ تألیفی در دست است، در موضوع تحریم تنباکو و فتوای میرزای شیرازی، که در کتابخانهٔ وقف شدهٔ آقابزرگ، در نجف موجود است. در عین حال طبق تصریح علینقی منزوی در مقدمهٔ طبقات اعلام الشیعه اصل خاندان آقابزرگ تهرانی از اهالیِ گیلان بوده‌اند.

## تحصیلات و استادان
او در مدرسه فخریه تهران و مدرسه پامنار به فراگیری دروس سطح مشغول شد و در سال ۱۳۱۰ ق به دست سیدجمال‌الدین افجه‌ای معمم شد. در مرحله دروس عالی تر حوزوی، در محضر بزرگانی چون محمد حسین خراسانی، محمد باقر تهرانی، زین العابدین محلاتی، میرزا محمود قمی، سید حسن استرآبادی، عباس نهاوندی، محدث نوری، شریعت اصفهانی، سید محمد کاظم طباطبایی یزدی، سید ابوتراب موسوی خوانساری، آخوند خراسانی و میرزا محمدتقی شیرازی حاضر شد.
تهرانی بعد از فراگیری علم در این مرحله از طرف بسیاری از بزرگان وقت اجازه روایت دریافت کرد.

## شاگردان
شاگردان بسیاری زیر نظر او تربیت شدند که عبارت اند از:
.
- شیخ محمد حسن محمدی بجنوردی
- ابراهیم انصاری زنجانی خویینی
- سید محمدحسین حسینی طهرانی
- محمدرضا حکیمی
- سید مرتضی نجومی
- سید جمال الدین استرآبادی
- سید علی سیستانی
- محمدصادق سعیدی
- سید عبدالعزیز طباطبایی معروف به محقق طباطبایی
- سید احمد حسینی اشکوری
- محمود انصاری قمی
- سید محمدحسن طالقانی،
- سید محمدصادق بحرالعلوم
- مولانا رضا حسین خان رشیدی ترابی
- محمد علی زاهد خمیرانی
- سید محمدمحسن نقوی
- سید محمدعلی قاضی طباطبایی
- سید محمدحسین حسینی جلالی.[نیازمند منبع]
- محمدتقی شوشتری معروف به علامه شیخ
- محمدتقی داودی شاهرودی
- عبدالحسین صالحی [۱]

## آثار
آثار فرهنگی آقابزرگ در بیست‌وسه مورد در دست است. مهم‌ترین آن‌ها دو دائرةالمعارف بزرگ الذریعه الی تصانیف الشیعه در ۲۶ مجلد (که به سبب اینکه مجلد نهم در چهار جلد است در مجموع الذریعه ۲۹ جلد است)، و نیز طبقات اعلام الشیعه در ۱۷ جلد می‌باشد. به گفته آقا بزرگ تهرانی در الذریعه الی تصانیف الشیعه: «دائرةالمعارف (دانشنامه) نویسی ریشه ای کهن دارد و به قرنهای دوم و سوم پیش از میلاد بازمی‌گردد. وی سپس به ده‌ها دائرةالمعارف یونانی، لاتینی، انگلیسی، فرانسوی، آلمانی و چینی، و از مسلمین به ۵۱ تألیف در این زمینه اشاره می‌کند.»
- الذریعه إلی تصانیف الشیعة. علی نقی منزوی و چند تن دیگر فهرستی برای الذریعه نوشته‌اند که در ۳ جلد توسط دانشگاه تهران در سال ۱۳۷۷ چاپ شده‌است.
- طبقات اعلام الشیعه.
- نقباءالبشر
- حیاة الشیخ الطوسی.
- هدیة الرازی إلی المجدد الشیرازی.
- مصفی المقال فی مصنفی علم الرجال.
- المشیخة.
- النقد اللطیف فی نفی التحریف عن القرآن الشریف.
- توضیح الرشاد فی تاریخ حصر الاجتهاد.
- تفنید قول العوام بقدم الکلام.
- ضیاء المفازات فی طُرق مشایخ الإجازات.
- إجازات الروایة والوراثة فی القرون الأخیرة الثلاثة.
- مستدرک کشف الظنون.
- ترجمه تعریف الأنام بحقیقة المدنیة والإسلام.[۳]
- تقریرات دروس أساتذته فی الفقه والأصول.
- منظومة شعریة عقائدیة.
- و…